# 加玉乡
加玉乡（藏語：བྱ་ཡུལ་，威利转写：bya yul），是中华人民共和国西藏自治区山南市隆子县下辖的一个乡镇级行政单位。

## 行政区划
加玉乡下辖以下地区：
共拉村、普玉村、欠堆村、欠麦村、公国村、杆吉村、达孜村、强木庆村、庞村和卡布村。